# Kaiika maxwelli
Kaiika (nombre que traduce "comedor de peces") es un género extinto de pingüino basal del Eoceno Inferior (suberas Waipawano-Mangaorapano) hallado en los depósitos de South Canterbury, Nueva Zelanda. Es conocido a partir de un único húmero. Fue hallado en 1998 por el Dr. Phillip Maxwell, un paleontólogo y estratigrafo, en la formación Kauru de la Cuenca Canterbury, cerca al río Waihao. Fue nombrado por R. Ewan Fordyce y Daniel Thomas en el año de 2011 y la especie tipo es Kaiika maxwelli. Kaiika es uno de los pingüinos más antiguos conocidos.